# Jardin du Mail (Cholet)
 (juillet 2024).
Si vous disposez d'ouvrages ou d'articles de référence ou si vous connaissez des sites web de qualité traitant du thème abordé ici, merci de compléter l'article en donnant les références utiles à sa vérifiabilité et en les liant à la section « Notes et références ».
Le Jardin du Mail est un parc végétal situé à Cholet (Maine-et-Loire). D'une superficie de 2,17 hectares, il rassemble de nombreuses activités grâce à sa localisation à proximité des infrastructures importantes de la ville.

## Localisation

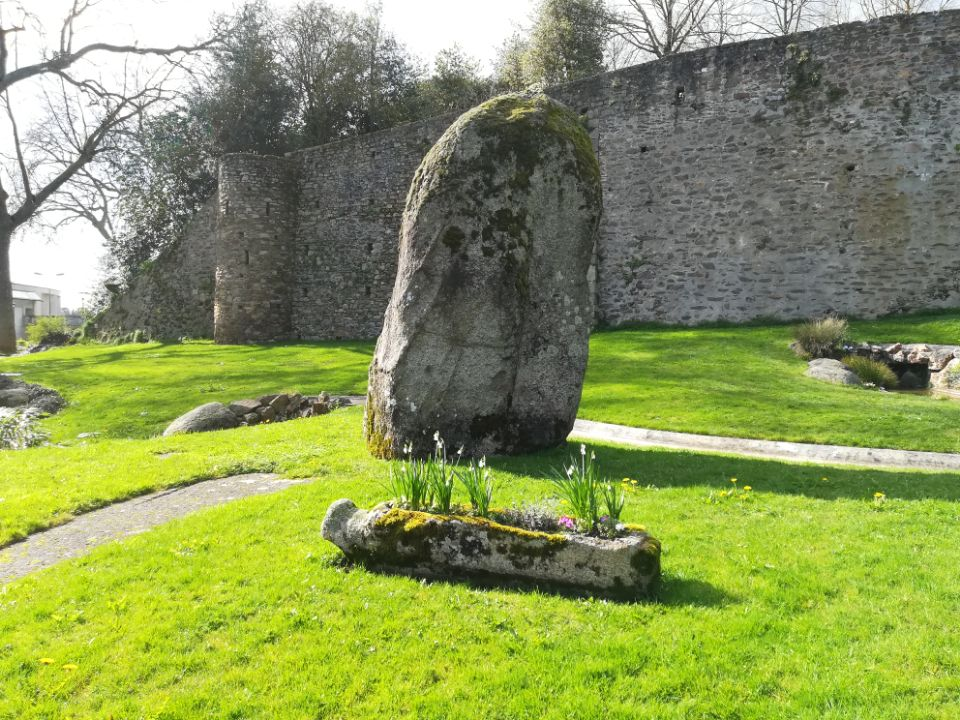
Grand menhir de la Garde dans le Jardin du Mail, ainsi que les ruines du château.

Le jardin se situe sur la place du Mail dans le centre-ville de Cholet à proximité de l'hôtel de ville, c'est un lieu de passage important toute l'année, pour tous les habitants, notamment les étudiants. Au centre de ce jardin, se trouve le tribunal d'instance de Cholet.
À quelques mètres de l'hôtel de ville se trouve la bibliothèque. Il y a également le centre ville facilement accessible avec de nombreux commerces qui attirent la population. Un peu plus loin il y a le conservatoire et le théâtre Saint-Louis. Ces lieux regroupent de nombreuses activités, événements, expositions et spectacles.

## Histoire
Le jardin du mail se trouve sur les ruines d'un ancien château fort du XIe siècle détruit durant les guerres de Vendée au XVIIIe siècle. Ce château a été érigé par le Comte d'Anjou Foulques III d'Anjou. Au XXIe siècle, les ruines sont visibles les derniers remparts du château ayant été intégrés dans la création du jardin.
À noter aussi, à côté des remparts, la présence du grand menhir de la Garde en granit — appelé aussi Grande pierre du logis de la Garde — qui complète les éléments historiques du parc.
Il y a également le palais de justice construit en 1865 et terminé en 1871 par l'architecte Jean-Paul-Auguste-Anthelme Jumelin, placé sur l'ancien donjon du château. Avant, le jardin appartenait au château local.

## Activités

### Tourisme
Le parc possède une aire de jeux pour les enfants (de 1 à 8 ans) datant de 2014 avec au centre du jardin une fontaine entourée de pelouse et d'arbres. Une cascade borde l'avenue de l'Abreuvoir.

### Justice
Le palais de justice est toujours en activité. C'est un tribunal d'instance, il peut être visité à l'occasion des journées européennes du patrimoine. Il a été achevé en 1861. Le parking qui se situe derrière le palais de justice est construit sur l'emplacement de l'ancienne prison, ce qui permettait de déplacer les délinquants simplement et rapidement avant leur jugement.

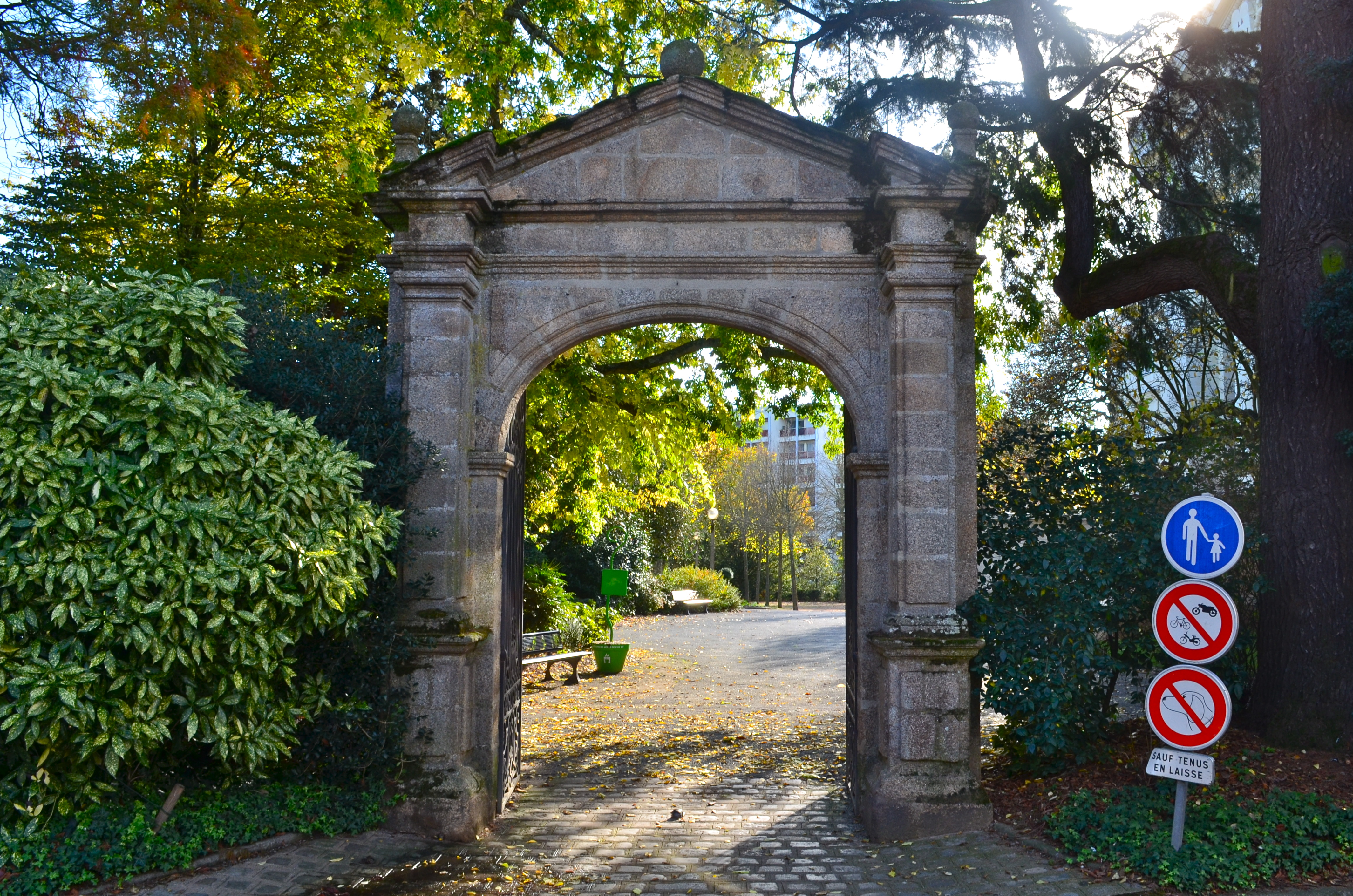
Porte d'entrée du jardin.
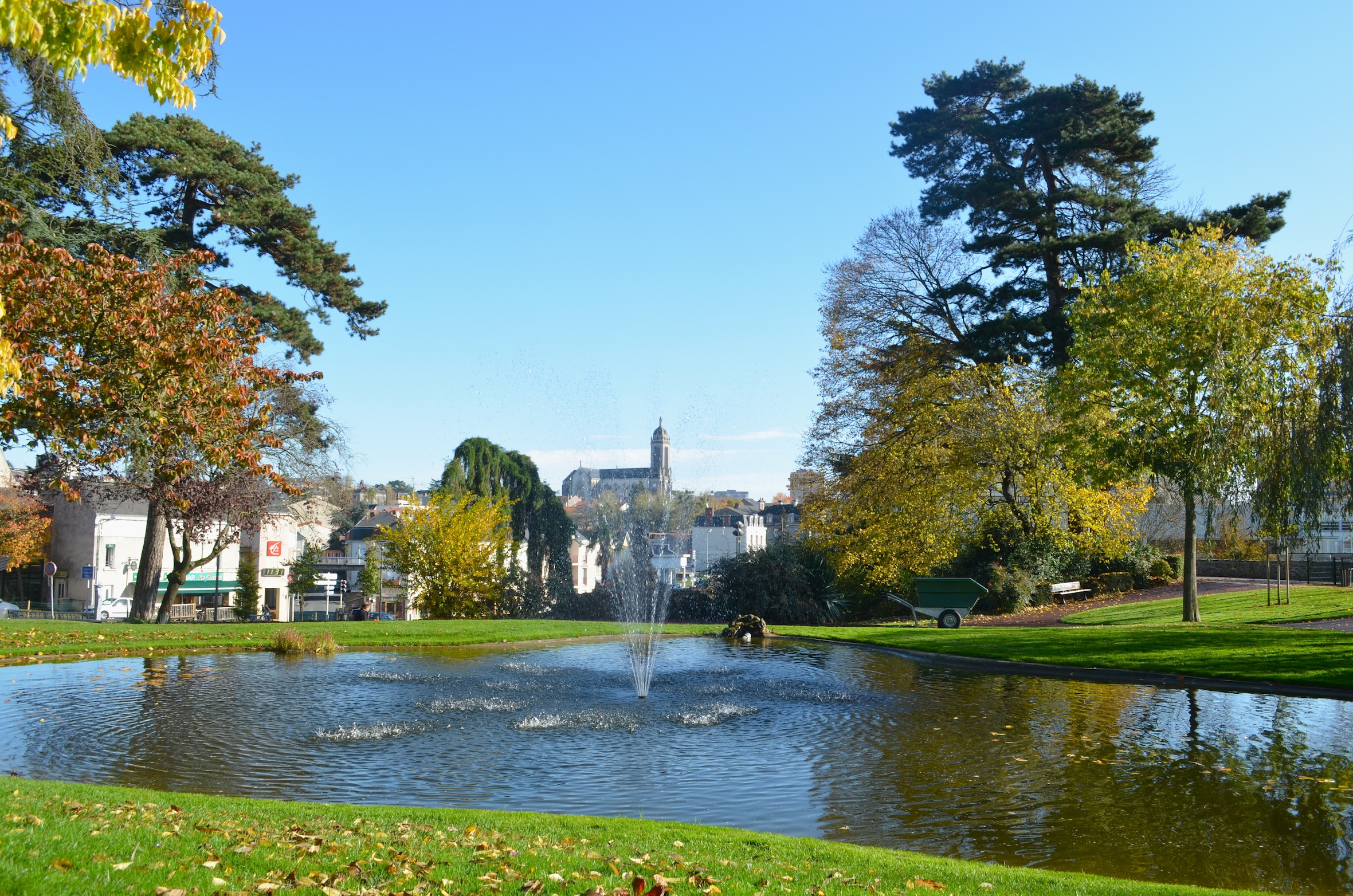
Vue générale du jardin.
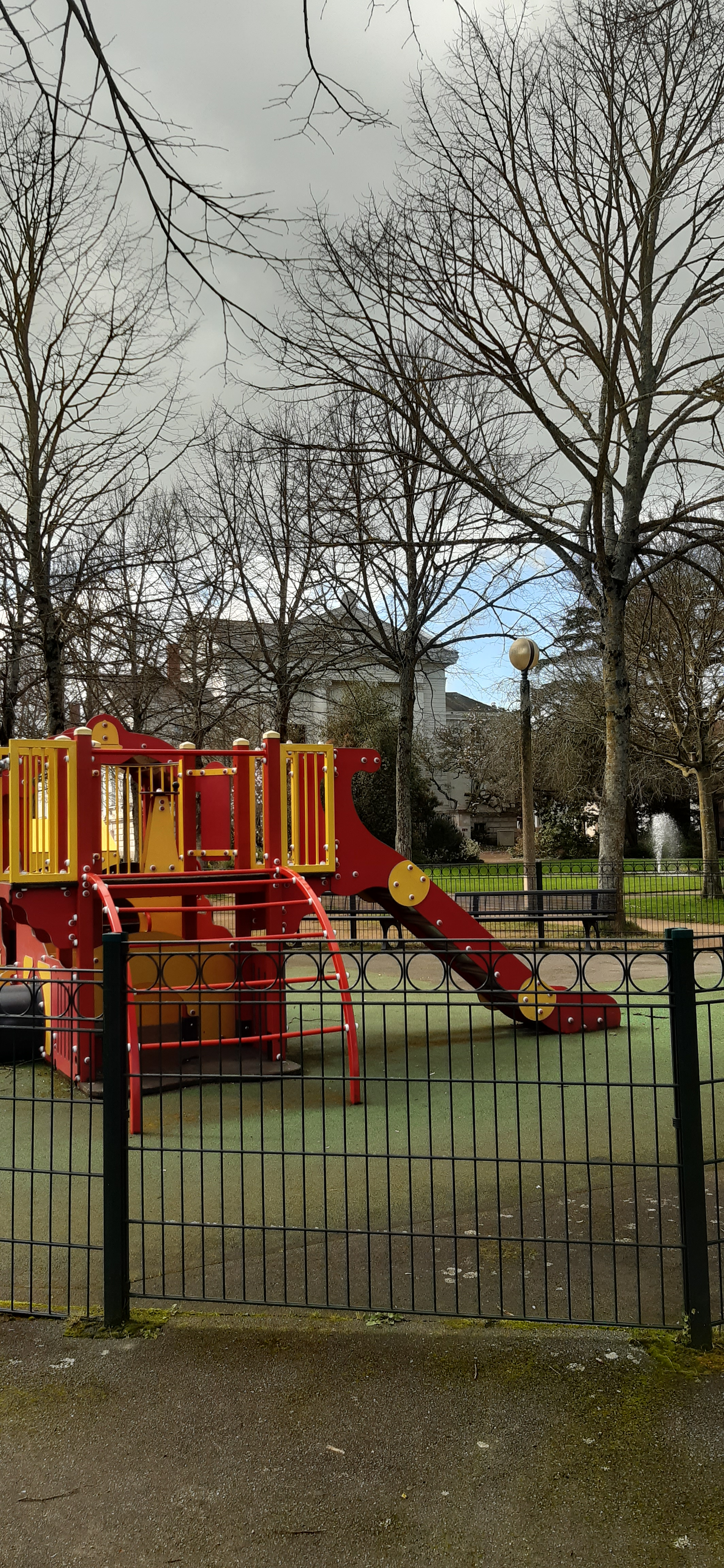
Structure destinée aux enfants de 1 à 8 ans.
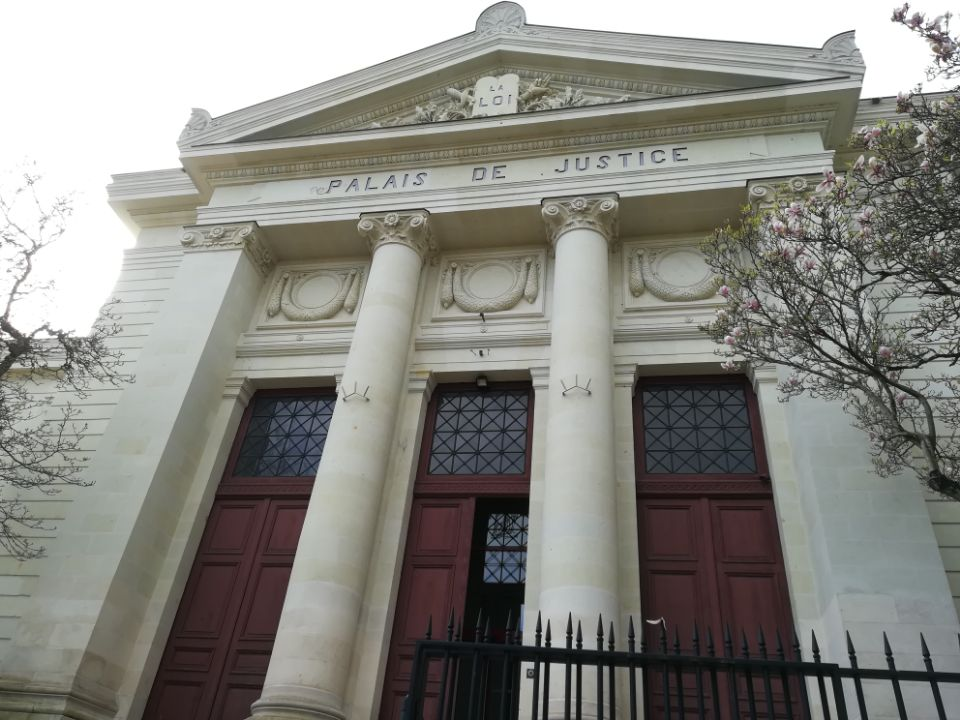
Palais de justice dans le jardin du mail à Cholet.